# Ligne 5 du métro de Berlin
Pour les articles homonymes, voir Ligne 5 et U5.
La ligne 5 du métro de Berlin (U-Bahnlinie 5 ou U5) est l’une des neuf lignes du métro de Berlin. Elle relie la gare centrale de Berlin aux limites extrêmes de la ville à l'est, près du quartier d'Hönow de la commune d’Hoppegarten dans le Brandebourg.

## Caractéristiques
La ligne comprend 26 stations sur un parcours de 22,4 km entre Hauptbahnhof à l'ouest et Hönow à l'est. Elle est la seule dont le terminus soit aussi proche des limites de la ville.

## Liste des stations
En partant de l'extrémité ouest de la ligne 5 (Les stations en gras servent de départ ou de terminus à certaines missions) : 
| PK   |  |   |  | Station                  | Quartier        | Correspondance |
| ---- |  | - |  | ------------------------ | --------------- | -------------- |
| 3,7  |  | o |  | Hauptbahnhof             | Moabit          |                |
| 3,1  |  | • |  | Bundestag                | Mitte           |                |
| 2,3  |  | o |  | Brandenburger Tor        | Mitte           |                |
| 1,8  |  | o |  | Unter den Linden         | Mitte           |                |
| 1,1  |  | • |  | Museumsinsel             | Mitte           |                |
| 0,4  |  | • |  | Rotes Rathaus            | Mitte           |                |
| 0,0  |  | o |  | Alexanderplatz           | Mitte           |                |
| 0,6  |  | • |  | Schillingstraße          | Mitte           |                |
| 1,4  |  | • |  | Strausberger Platz       | Friedrichshain  |                |
| 2,3  |  | • |  | Weberwiese               | Friedrichshain  |                |
| 2,9  |  | o |  | Frankfurter Tor          | Friedrichshain  |                |
| 3,6  |  | • |  | Samariterstraße          | Friedrichshain  |                |
| 4,4  |  | o |  | Frankfurter Allee        | Friedrichshain  |                |
| 5,2  |  | • |  | Magdalenenstraße         | Lichtenberg     |                |
| 6,6  |  | o |  | Lichtenberg              | Lichtenberg     |                |
| 7,1  |  | • |  | Friedrichsfelde          | Friedrichsfelde |                |
| 8,3  |  | o |  | Tierpark                 | Friedrichsfelde |                |
| 10,2 |  | • |  | Biesdorf-Süd             | Biesdorf        |                |
| 11,3 |  | • |  | Elsterwerdaer Platz      | Biesdorf        |                |
| 12,7 |  | o |  | Wuhletal                 | Kaulsdorf       |                |
| 14,1 |  | • |  | Kaulsdorf-Nord           | Kaulsdorf       |                |
| 15,0 |  | o |  | Kienberg Gärten der Welt | Hellersdorf     |                |
| 15,8 |  | • |  | Cottbusser Platz         | Hellersdorf     |                |
| 16,5 |  | o |  | Hellersdorf              | Hellersdorf     |                |
| 17,4 |  | • |  | Louis-Lewin-Straße       | Hellersdorf     |                |
| 18,4 |  | • |  | Hönow                    | Hellersdorf     |                |

### Stations ayant changé de nom
- Petersburger Straße est devenue Bersarinstraße en 1946, puis Frankfurter Tor en 1958, puis Rathaus Friedrichshain en 1991, puis Petersburger Straße en 1996 et enfin Frankfurter Tor en 1998.
- Frankfurter Allee (Ringbahn) est devenue Stalinallee (Ringbahn) en 1951, puis de nouveau Frankfurter Allee (Ringbahn) en 1961, et a acquis son nom actuel Frankfurter Allee en 1970.
- Albert-Norden-Straße est devenue Kaulsdorf-Nord en octobre 1991.
- Neue Grottkauer Straße est devenue Kienberg (Gärten der Welt) en décembre 2016[4].

## Historique
La première section de la ligne, alors appelée ligne E, est ouverte d'Alexanderplatz à Friedrichsfelde le 21 décembre 1930. Elle est ensuite prolongée vers l'Est en plusieurs fois :
- d'une station, jusqu'à Tierpark le 25 juin 1973 ;
- de deux stations, jusqu'à Elsterwerdaer Platz le 30 juin 1988 ;
- de sept stations, jusqu'à son terminus actuel, Hönow, le 30 juin 1989.

Après la réunification de la ville, la ligne est renommée ligne U5 le 1er juillet 1990.
Le 8 août 2009, est ouverte une ligne de 1,8 km entre la gare centrale et la station Brandenburger Tor. Cette ligne U55, isolée du reste du réseau et exploitée en navette, a dès l'origine vocation à être rattachée à la ligne 5. Le 4 décembre 2020, les travaux de raccordements entre la station Alexanderplatz et Brandenburger Tor sont terminés et la ligne 55 est intégrée à la ligne 5. La station Museumsinsel est mise en service le 9 juillet 2021.

## Tourisme
- La Tour de télévision (Fernsehturm) à la station Alexanderplatz ;
- La Maison de l'enseignant (Haus des Lehrers) à la station Alexanderplatz ;
- L'hôtel de ville de Berlin (Rotes Rathaus) à la station Alexanderplatz ;
- L'horloge universelle Urania (Urania-Weltzeituhr) à la station Alexanderplatz ;
- Le cinéma Kosmos à la station Weberwiese ;
- L'église de la Samaritaine (Samariterkirche) à la station Samariterstraße ;
- Le château de Friedrichsfelde (Schloss Friedrichsfelde) à la station Tierpark ;
- Le jardin zoologique de Berlin-Friedrichsfelde (Tierpark) à la station Tierpark ;
- Le parc Jelena-Šantić (Friedenspark Jelena-Šantić), la rivière Wuhle et au-delà, le mont Kienberg et les Jardins du monde à la station Neue Grottkauer Straße ;
- L'Université de sciences appliquées (IUT en France) Alice-Salomon (Alice-Salomon-Hochschule) à la station Hellersdorf ;

## Projets
À long terme, la ligne U5 devait être prolongée à l'ouest entre la gare centrale et l'ancien aéroport de Tegel en traversant le quartier de Moabit (correspondances avec la ligne 9 à la station Turmstraße et avec le S-Bahn, ainsi que la ligne 7 à la station Jungfernheide). Du fait de la fermeture de l'aéroport en novembre 2020 et de la situation financière difficile de la ville, le projet a été reporté. Des travaux ont déjà été réalisés pour permettre ce prolongement dans les deux stations de correspondance.